# Hr. Dencker
|  | Denne artikel er oprettet af botten Steenthbot ud fra en ekstern database. Den kan derfor have sproglige fejl eller mangler. Denne skabelon kan fjernes efter kontrol af indholdet. |

Hr. Dencker er en dansk dokumentarfilm fra 1960.

## Handling
Film om den 40-årige Erik Dencker, der er hel og delvis lam i hhv. højre og venstre side af overkroppen, efter han blev ramt af polio som 6-årig. Filmen følger Dencker i sin morgenrutine, der indbefatter etagevask, tandbørstning, påklædning m.v.. Til trods for sine omfattende lammelser klarer Dencker alt selv vha. kreative metoder. Bl.a. bruger han fødderne til at tage sokker på, munden til at lukke sit ur og kun en enkelt hånd til at binde sit slips.